# Droit à l'image
 (mai 2016).
Améliorez-le ou discutez des points à vérifier. 
Le droit à l'image est dans certains pays le droit de toute personne physique à disposer de son image entendue comme l'ensemble des caractéristiques visibles d'un individu permettant son identification.
Le droit à l'image permet à une personne de s'opposer à l'utilisation, commerciale ou non, de son image, au nom du respect de la vie privée, qui est toutefois contrebalancé par le droit à la liberté d'expression. Les lois relatives au droit à l'image sont différentes selon les pays et il existe des pays où la notion de « droit à l'image » n'existe pas.

## Précédent

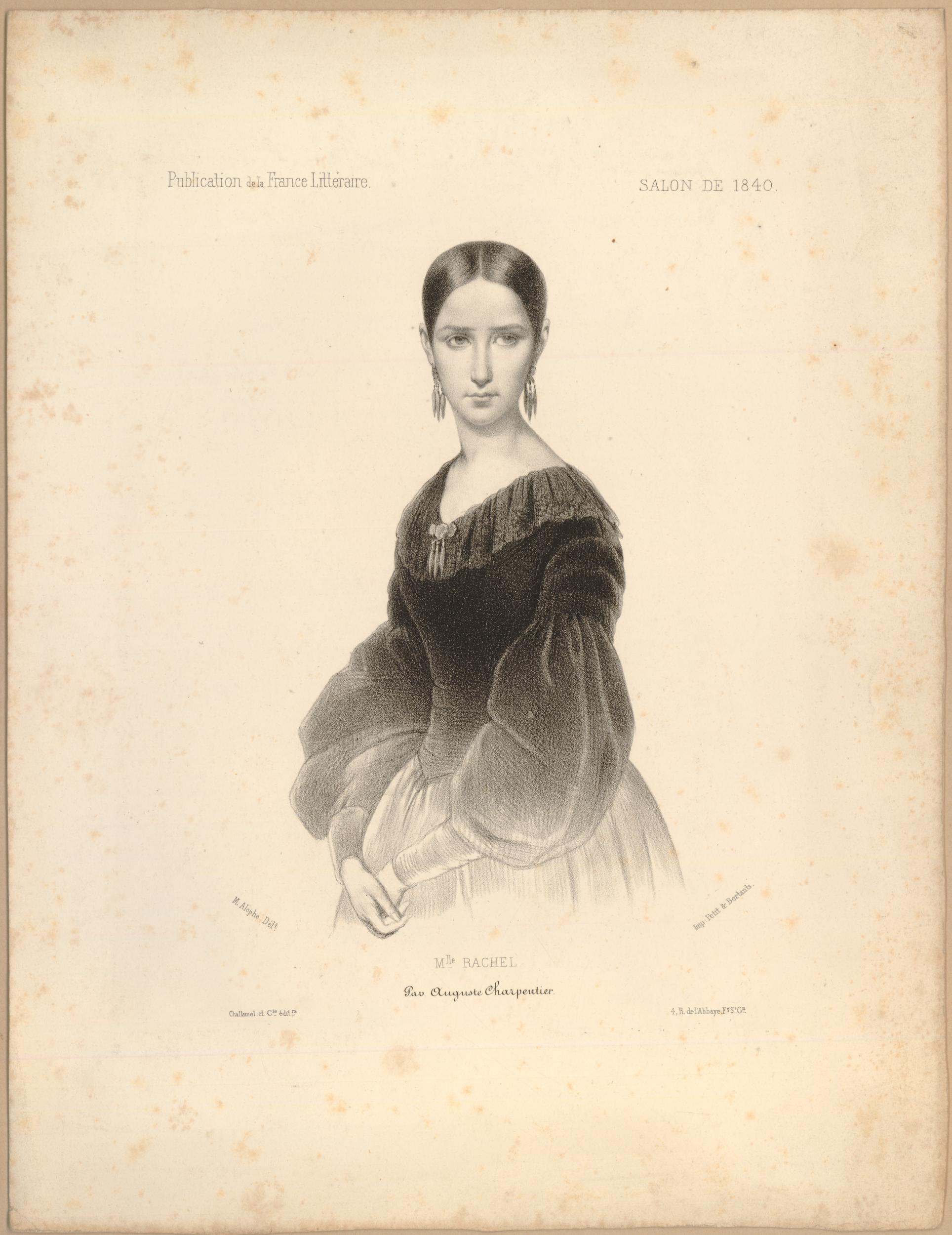
Mademoiselle Rachel (v. 1840)

En janvier 1858, sur le lit de mort de la tragédienne française Rachel Félix, sa sœur fait réaliser deux photographies destinées à un usage privé, conformément à l’usage à cette époque. Cependant, des épreuves sont mises en circulation et inspirent l'artiste Frédérique O’Connell pour dessiner un fusain réaliste intitulé Rachel sur son lit de mort qui est exposé dans une galerie, laquelle le reproduit et le diffuse à son tour en grand nombre sous forme de photographies se retrouvant jusque dans La Presse de juin 1858.
La famille Félix intente un procès à l'artiste O'Connell et le jugement du tribunal civil de la Seine lui permet d'obtenir que les dessins et photographies de la comédienne soient retirés de la circulation et de condamner O'Connell aux dépens,,,.
Cette première décision traite d’un droit à l’intimité relatif au deuil, puisque la « tradition héritée de l’affaire Rachel » permet dans un premier temps « aux proches d’un défunt d’interdire la reproduction de ses traits sur son lit de mort, dans le strict respect que commande la douleur des familles ».
Cette jurisprudence, fonctionnera durant plus de cent ans et sera actée en droit français à travers la loi 70.643 du 17 juillet 1970 sur le respect de la vie privée, quand se développe alors la presse à scandale,.

## Règles générales

Schéma de questionnement pour la publication d'une photo dans le cas du droit à l'image au Québec.

Avant toute diffusion publique ou privée d'une photographie par voie de presse ou autre (site Web, télévision, etc.), le diffuseur doit obtenir l'autorisation de diffusion de la personne concernée.
Si le sujet de la photographie est une personne, celle-ci, fût-elle inconnue, possède un droit de s'opposer à l'utilisation de son image. Ce droit est assimilé à la notion de vie privée. Avant de pouvoir utiliser la photographie concernée, il faut s'assurer que la personne photographiée ne se trouve pas atteinte dans le respect de sa vie privée et de son image et qu'elle ne s'oppose pas à la communication de cette image. Ce droit à l'image déborde le seul cadre de la sphère privée. Des personnes se sont opposées à la publication d'une photographie les représentant dans un lieu public, dès lors qu'elles apparaissent comme étant le sujet de l'œuvre, en raison d'un cadrage ou d'un recadrage. D'autres, dans une photographie de groupe, lors d'une manifestation de rue, ont exigé que leurs traits soient rendus non identifiables.
Il existe des exceptions, par exemple les personnages publics dans l'exercice de leur fonction. L'image d'une personnalité publique, saisie dans le cadre de son activité professionnelle ou publique, est moins bien protégée. Toutefois, lorsque cette photographie a été prise dans le cadre de sa vie privée, il faut revenir à la règle de l'autorisation de la publication. C'est ainsi que le Premier ministre ne peut s'opposer à ce qu'un journaliste le photographie à la sortie du conseil des ministres ou au cours d'un déjeuner officiel, mais il peut interdire la publication de photographies le représentant à l'occasion d'un événement relevant de sa vie privée, telle qu'une réunion familiale.

## Règles particulières

### En Belgique
La diffusion de l'image d'une personne n'est prohibée que dans deux cas précis. Selon l’article 378bis du Code pénal belge on ne peut diffuser des images d'une victime d'agression sexuelle sans son accord écrit ou celui du procureur du roi.
L’article 433bis du Code pénal belge quant à lui interdit la diffusion des images d'un mineur condamné pour un crime ou en étant soumis à une mesure pénale ou civile par un juge. Si l'un de ces deux articles n'est pas respecté on s'expose à une amende de 300 à 3000€ et/ou un emprisonnement de deux mois à deux ans.

### Au Canada
En droit canadien, un arrêt de principe concernant le droit à l'image est la décision Aubry c. Éditions Vice-Versa de la Cour suprême du Canada. La Cour a accordé des dommages et intérêts à Aubry en raison de la publication d'une photographie d'elle-même dans une revue sans que celle-ci soit autorisée.

### En Espagne
Il n'y a aucune loi concise, seulement des règles déontologiques abstraites. Les photographes et journalistes n'ont aucune loi ferme de publication de leurs photographies, ils n'ont pour seul frein que l'éthique, leur sens moral.

### En France
La personne dont l'image est en cause peut agir pour s'opposer à l'utilisation de son image en demandant aux tribunaux d'appliquer l'Art. 9 du Code civil qui consacre le droit de tout individu au respect de la vie privée. Cette action est néanmoins limitée et on ne peut invoquer une atteinte au droit à l'image qu'à la condition que celle-ci soit dégradante ou dépourvue de tout objectif d'information du public.
La protection des personnes victimes d'utilisation non consentie de leur image est également assurée par les sanctions pénales de la captation illicite de l'image d'autrui.

#### L'image d'une personne récemment décédée
Le décès de la personne interrompt le droit à l'image de la dite personne. Cependant, on peut s'opposer à la diffusion de l'image d'une personne récemment décédée pour des motifs tels que :
- Le respect de l'honneur et de la réputation de la personne défunte.
- Le respect dû aux morts, seulement si l'image en cause a l'intention de nuire à la mémoire de la personne défunte et à ses héritiers[14].

On différencie le respect de l'honneur qui sera réservé aux personnes connues comme les politiciens, acteurs, chanteurs… au respect dû aux morts.

#### L'image d'un salarié
Un salarié peut s’opposer à ce que son image soit utilisée par son employeur. L'employeur aura besoin d'une autorisation de l'employé lui permettant d'utiliser l'image de son salarié en précisant le support et la durée de l'utilisation de l'image.

### Au Royaume-Uni
Le droit à l'image n'existe pas en tant que tel. Lorsque quelqu'un considère qu'il y a eu atteinte à son image il peut avoir recours au droit de diffamation ou de violation de secret.

## Jurisprudence
Il existe un cas de jurisprudence :
- 23 juillet 2009 : Arrêt Hachette Filipacchi Associés (« Ici Paris ») c. France : La Cour européenne des droits de l'homme (CEDH) conclut à l'unanimité à la violation de l'article 10 (sur la liberté d'expression) par la France en raison de la condamnation en 2002 de la requérante, une maison d’édition, à la suite de la publication en 1996 d’un article concernant le chanteur Johnny Hallyday, qui invoquait le droit à l'image et le droit à la vie privée[17],[18].